# Nyctimantis galeata
Nyctimantis galeata es una especie de anfibios de la familia Hylidae. Habita en Brasil.  Ha sido vista solamente en un lugar en Bahia, a 1000 metros sobre el nivel del mar.